# Zoom (Zeitschrift)
Die Schweizer Filmzeitschrift Zoom, Zusatztitel: „Filmberater“, erschien von 1973 bis 1999 und war in dieser Zeit die bedeutendste Publikation des Landes im Filmbereich. 

## Geschichte
Hervorgegangen war sie als ökumenisch verstandene Publikation aus der Fusion des katholischen Der Filmberater (1941 gegründet) und der evangelisch-reformierten Zoom, die seit 1949 erschien. Herausgeber waren der Verein Katholische Medienarbeit und der Evangelische Mediendienst, hinter denen die römisch-katholische Kirche bzw. die evangelisch-reformierten Kirchen der Schweiz standen und die Vertreter in die „Publizistische Kommission“ delegierten. Die Redaktion befand sich in Zürich. Ab 1994 pflegte Zoom eine Zusammenarbeit mit dem film-dienst in Köln. Das Engagement der Kirchen war in den ersten Jahrzehnten „bewahrungs-pädagogisch“ motiviert, später gewann die filmästhetische Dimension an Bedeutung. Die bis auf den Umschlag schwarzweiss gedruckte Zeitschrift in Heftform erschien zweiwöchentlich. Sie behandelte die in der Schweiz neu anlaufenden Kinofilme teils in ausführlichen Kritiken, teils in Kurzbesprechungen. Letztere waren auf vorperforierte Karteikarten gedruckt, die man in Kästen sammeln sollte. Später kamen Videoneuerscheinungen hinzu und selektiv auf deutschsprachigen Sendern ausgestrahlte, erwähnenswerte Spielfilme. Die Hefte enthielten auch Festivalberichte, Beiträge zu Aspekten der Filmgeschichte und Rezensionen von Filmbüchern. Weitere wichtige Schwerpunkte waren die Filmszene, die Filmförderung und die Medienpolitik der Schweiz.
1990 versuchte man einen Neuanfang, um das Fortbestehen zu sichern. Die wirtschaftlichen Voraussetzungen für die Zeitschrift blieben schwierig, und der Redaktion war bewusst, dass ihr Anspruch, die Zeitschrift am Leben zu erhalten, ein hoher war. Sie gab die Produktionskosten einer Ausgabe 1990 mit ungefähr 10'000 Schweizer Franken an. Gegen Ende kam die Zeitschrift auf eine Auflage von 6'000. Die letzte Ausgabe war auf den Juni 1999 datiert. Die Kirchen wollten mit gleichen finanziellen Mitteln unter anderem im Internet präsent sein und gaben die alleinige Herausgeberschaft auf. Als neue Mitherausgeberin kam die Stiftung Ciné-Communication hinzu, Herausgeberin des Branchenblatts Ciné-Bulletin. Den Namen Zoom gab man auf; die Nachfolgezeitschrift taufte man schlicht Film. Sie erschien erstmals im August 1999. Parallel gab es eine neue, redaktionell mit der deutschsprachigen Film kooperierende französischsprachige Zeitschrift Film. Der neue Titel hatte einen durchgängig farbigen Innenteil, blieb aber eine kurzlebige Erscheinung. Es kam zu raschen Wechseln des Chefredaktors, und die Ausgabe vom August 2001 war die letzte. Seit der Einstellung ist das Filmbulletin die wichtigste verbliebene Schweizer Filmfachzeitschrift. Der Katholische Mediendienst der Schweiz und die Reformierten Medien berichten mit dem Internetdienst Medienheft.ch über Medienpolitik, -pädagogik und -entwicklung.